# 堀真琴

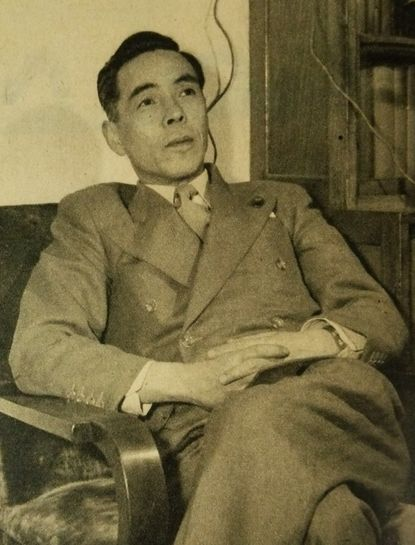
1953年

堀 真琴（堀 眞琴、ほり まこと、1898年（明治31年）5月24日 - 1980年（昭和55年）1月16日）は、日本の政治学者、政治家。参議院議員（2期）。

## 生涯
宮城県仙台市生まれ。第二高等学校を経て、東京帝国大学法学部卒業後、同大農学部、慶應義塾大学などで講師を務め、法政大学では講師、教授を務めた。
第二次世界大戦後の1947年（昭和22年）、第1回参議院議員通常選挙で日本社会党から全国区に立候補し、参議院議員に当選。翌年には離党して労働者農民党の結成に参加し、党中央執行委員に就任した。1950年（昭和25年）、第2回参議院議員通常選挙に東京都選挙区から出馬し、再選。また、民主主義科学者協会理事として学術文化の民主化運動にも尽力した。
1956年（昭和31年）に政界引退。愛知学院大学教授、中央労働学院長を務め、日本平和委員会、日本キューバ友好協会では理事長を務めた。1965年（昭和40年）10月から1979年（昭和54年）5月まで安保破棄中央委員会の事務局長を務めた。
1975年（昭和50年）秋の叙勲で勲二等瑞宝章受章。

## 戦時中の発言
護憲派、左翼の論客として戦後活躍した堀だが、戦時中は「今や大東亜共栄圏の理想は、実現の第一歩を力強く踏み出したのである。これひとえに御稜威の然らしめるところとはいえ、又皇軍将兵の勇戦奮闘の致すところである」（昭和十八年三月『日本評論』誌掲載「総力戦政治の推進」）という戦争讃美、「我が国体の客観的認識による時、それは万世一系の天皇を中心として国家を形成、発展せしめて来たという事である。即ち天皇は国民を赤子と思し召され、国民は天皇を現人神として尊崇し奉る所謂一君万民、君民一体の国家生活を営んで来た事、これが我が国体の具体的表現である」（昭和十六年十一月『現代』誌掲載「権力と権威」）という国体讃美の論調を張っていた。『進歩的文化人　学者先生戦前戦後言質集』には堀について、つぎの副題が付けられている。

## 著書
- 国家論 千倉書房 1930
- 政治読本 南郊社 1932
- 資本主義日本の行衛 太陽社 1933
- ファッシズムとは何? 南郊社 1933
- 現代独裁政治論 日本評論社 1933 (現代政治学全集）
- 政治と社会 三笠書房 1937
- 植民政策論 河出書房 1939
- 日露戦争前後 白揚社 1940 (近代日本歴史講座）
- 転換期の政治思想 三笠書房 1941
- 現代日本の政治過程 三笠書房 1943
- 社会主義国家論 労働文化社 1949
- 基地 世界と日本 平凡社 1957 (へいぼんぶっくす)
- 戦争と平和のはなし 日本青年出版社 1971 (青年のための社会科学）

## 編
- 現代日本政治講座 第1-6巻 昭和書房 1941-42
- 近代思想講座 全5巻 加茂儀一,樺俊雄共編 六和商事 1948
- 汚職 毎日新聞社 1957

## 翻訳
- ケルゼン国家概念研究 ハンス・ケルゼン 春陽堂 1924
- 社会学の根本問題 ゲオルグ・ジムメル 内外社 1932
- 法と国家 レオン・デュギー 1935 (岩波文庫）
- 国家・議会・法律 カール・シュミット 青山道夫共訳 世界全体主義大系 白揚社 1939
- 総力戦と国防経済 シュテファン・ポッソニー 高山書院 1940 (高山叢書)
- 中立の笑劇 フィリッピンと東亜 ピオー・デューラン 白揚社 1942
- 我が新秩序 ヒットラー 青年書房 1942
- 近代ヨーロッパの生成 H.S.チエムバーレン 二見書房 1943